# Maria Teresa Vera
Maria Teresa Vera (Guanajay, 6 febbraio 1895 – 17 dicembre 1965) è stata una cantante, compositrice e chitarrista cubana di Trova e Habanera.

## Biografia
Maria Teresa Vera era nata a Guanajay, nella provincia di Pinar del Río. 
All'età di 11 anni era entrata nell'Orquesta típica Habanera.
Aveva iniziato ad imparare la chitarra da José Diaz e a 15 aveva esordito in pubblico all'Avana
Nel 1916 formò un duo con Rafael Zequeira che durò fino al 1924, anno della morte del cantante.
Nel 1926, dopo due anni di esibizioni da sola o accompagnata da diversi artisti, Vera formò un nuovo duo con Miguelito García; nel contempo aveva creato un suo gruppo, il Sexteto Occidente, con il quale tornò ad incidere a New York. Nel 1937 fu la volta del duo con Lorenzo Hierrezuelo, la cui carriera ricca di successi durò per 25 anni. L'artista si ritirò dalle scene nel 1962 per cause legate alla sua salute. Maria Teresa Vera è considerata una delle più grandi cantanti di Cuba e molte delle sue canzoni, fra cui la sua signature song Veinte años, sono diventati degli standard..